# Sant Pere Despuig
Sant Pere Despuig (també anomenat Sant Pere Espuig, Sant Pere del Puig i Sant Pere de Bianya) és un nucli de població pertanyent al municipi de la Vall de Bianya (Garrotxa), de caràcter disseminat. Està situat al centre de l'altiplà que separa les rieres de Santa Llúcia de Puigmal i de Santa Margarida.
El poble és mencionat l'any 858, quan és cedit al monestir de Riudaura. L'any 964, el bisbe de Girona Arnulf consagrà l'església de Sant Pere Despuig. En aquest poble residia l'antiga família dels Bianya, a la masia anomenada la Torre de Sant Pere (o la Torre de Bianya), que més endavant va passar a la família Corona. De fet, fou gràcies a la família Bianya que s'aixecà l'església. Les festes més importants del poble són la de Sant Antoni, al gener, i la festa de la Puríssima, al desembre.